# Andre Lewis
Andre Lewis (Spanish Town, 12 agosto 1994) è un calciatore giamaicano, centrocampista dello Spokane Velocity.

## Caratteristiche tecniche
È un trequartista.

## Carriera

### Club
Ha giocato nella prima divisione giamaicana.

### Nazionale
Ha giocato nelle nazionali giovanili giamaicane Under-17 ed Under-19.
Ha esordito con la nazionale maggiore giamaicana il 17 febbraio 2017 in occasione dell'amichevole vinta 1-0 contro l'Honduras.